# Roberto Osimani
Roberto Osimani (Chiaravalle, 31 maggio 1967) è un allenatore ed ex giocatore italiano di calcio a 5, commissario tecnico della Nazionale sammarinese dal 2016.

## Carriera

### Club

#### Giocatore
Soprannominato il Vate per i numerosi successi ottenuti nelle Marche, fin dall'esordio della propria carriera ricopre il doppio ruolo di giocatore-allenatore. La prima esperienza nel calcio a 5 avviene nella squadra della propria città, il Chiaravalle, che in cinque anni traghetta a suon di gol (108 in totale) dalla Serie D alla Serie B nazionale. Le 20 reti messe a segno nella stagione 1994-95 convincono la Jesina a puntare su di lui, anche in virtù del patentino di allenatore ottenuto nel 1994. Con i biancorossi vince nel 1997 il girone B di Serie B, guadagnando la promozione nella massima serie. In Serie A mette a segno 4 gol in 20 apparizioni, non riuscendo a impedire la retrocessione della squadra. 

#### Allenatore
Con grande rammarico, a fine stagione conclude la carriera da giocatore per dedicarsi a tempo pieno a quella di allenatore. Nella stagione seguente guida la Jesina alla vittoria dei play-off di Serie A2 sconfiggendo il Cagliari in finale. Nella stagione 1999-00 centra la salvezza in Serie A mentre nel 2000-01 la squadra chiude la stagione regolare al penultimo posto, retrocedendo. Rimane sulle rive dell'Esino per altre due stagioni, concluse rispettivamente al quinto e all'ultimo posto nel girone A di Serie A2. 
Nell'estate 2003 accetta quindi la panchina del Palextra Fano in Serie B, facendosi apprezzare per la preparazione e la cultura sportiva, guidando la squadra fino alla finale di Coppa Italia di categoria persa contro il Bisceglie. 
Dopo tre campionati di vertice, durante i quali ottiene il patentino di primo livello, e scende nuovamente di categoria per sposare il progetto della neonata Chevrolet Tre Colli con cui vince immediatamente campionato e Coppa Italia regionale, giungendo fino alla finale della fase nazionale dove gli anconetani sono sconfitti dal Villabate. 
Nell'estate del 2008 trova l'accordo con il Civitanova, che guida per due stagioni in Serie A2 e altrettante in Serie B, vincendo due campionati di terzo livello e dando le dimissioni alla dodicesima giornata della stagione 2009-10, conclusasi con una retrocessione in Serie B. 
Dall'estate del 2012 è alla guida del PesaroFano in Serie A2. Nel 2015 vince la Coppa Italia di categoria, riscattando la finale persa nell'edizione precedente ai supplementari contro la Fuente Lucera.
Nella stagione 2021-2022  siede nella panchina della ASD Futsal Cesena dove nel primo anno centra la vittoria del campionato di Serie B ed un secondo posto in Coppa Italia a Policoro. La stagione 2022-2023 si apre con l'esordio assoluta della Futsal Cesena nel secondo livello nazionale ed è una stagione da ricordare, il Vate porta la matricola romagnola ad un incredibile terzo posto in campionato e, per la seconda volta consecutiva, la società disputa la fase finale di Coppa Italia a San Rufo. Roberto Osimani è così il primo allenatore nella storia dei romagnoli ad raggiungere 2 fase finali consecutive in Coppa Italia e due promozioni ( B - A2 ed A2 - A2Elite).

### Selezioni e nazionali
Nel biennio 1994-96 è stato il selezionatore della rappresentativa della Regione Marche, mentre dal 2005 al 2009 ha ricoperto il ruolo di collaboratore tecnico per la Nazionale di calcio a 5 della Croazia.
Il 12 marzo 2016 viene nominato commissario tecnico della Nazionale sammarinese.

## Palmarès
- Coppa Italia di Serie A2: 1
PesaroFano: 2014-15
- Campionato di Serie B: 3
Jesina: 1996-97
Civitanova: 2008-2009, 2010-11